# 斯蒂芬·汤普森
斯蒂芬·汤普森（英語：Stephen Thompson，有时称为Steve Thompson，1967年—），是一位英格兰剧作家、編劇。他在皇家戏剧艺术学院学习剧作家课程，他的第一部戏Damages于2004年在布什剧院演出，此剧赢得了Arts Council's Meyer-Whitworth奖新作奖。
他写过ITV电视剧Whistleblowers第三集、《神探夏洛克》"The Blind Banker"和"The Reichenbach Fall"两集、《異世奇人》故事"黑色斑点的诅咒"。